# Husseren-les-Châteaux
Ne doit pas être confondu avec Husseren-Wesserling.
Husseren-les-Châteaux est une commune française située dans la circonscription administrative du Haut-Rhin et, depuis le 1er janvier 2021, dans le territoire de la Collectivité européenne d'Alsace, en région Grand Est.
Cette commune se trouve dans la région historique et culturelle d'Alsace.
Ses habitants sont appelés les Husserenois(es).

## Géographie
Commune la moins étendue du Haut-Rhin, Husseren-les-Châteaux a une superficie de 120 hectares (1,2 km2) et est située à 7 km de Colmar. En entrant dans Husseren-les-Châteaux, on aperçoit les trois tours du château qui dominent le village. Celui-ci est perché sur un replat qui culmine à 387 mètres d'altitude, et la partie la plus haute, le Schlossberg, se trouve à 591 mètres. Ce village situé sur les contreforts du massif vosgien est le point culminant de la route des vins d'Alsace. Depuis l'entrée d'Husseren-les-Châteaux, on aperçoit distinctement la ville de Colmar et notamment la ZUP. Le village a la particularité d'être intégralement enclavé dans la commune d'Eguisheim.

### Hydrographie
La commune est dans le bassin versant du Rhin au sein du bassin Rhin-Meuse. Elle n'est drainée par aucun cours d'eau,.

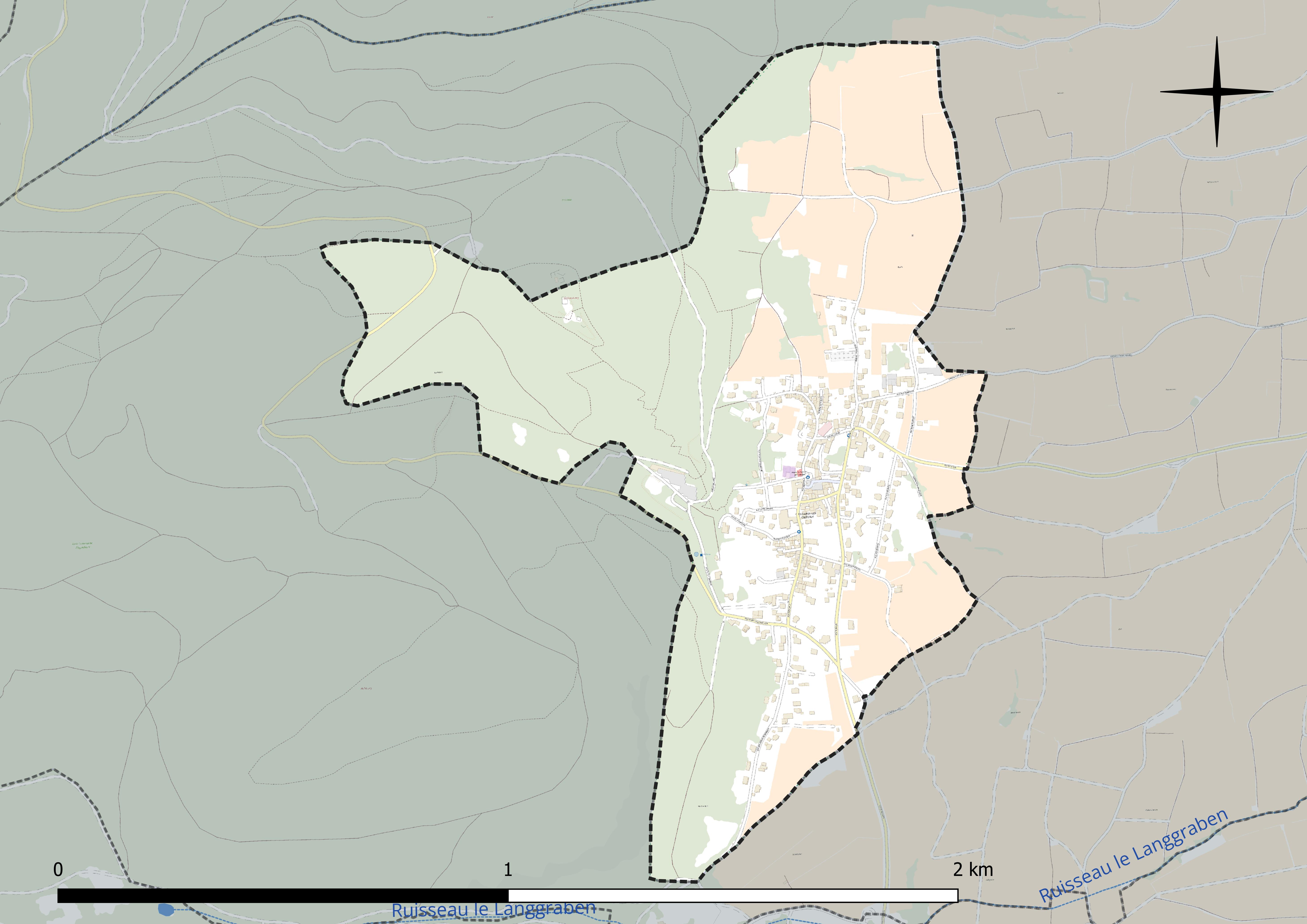
Réseau hydrographique de Husseren-les-Châteaux.

### Climat
Pour des articles plus généraux, voir Climat du Grand Est et Climat du Haut-Rhin.
En 2010, le climat de la commune est de type climat des marges montargnardes, selon une étude du Centre national de la recherche scientifique s'appuyant sur une série de données couvrant la période 1971-2000. En 2020, Météo-France publie une typologie des climats de la France métropolitaine dans laquelle la commune est exposée à un climat semi-continental et est dans la région climatique  Vosges, caractérisée par une pluviométrie très élevée (1 500 à 2 000 mm/an) en toutes saisons et un hiver rude (moins de 1 °C). 
Pour la période 1971-2000, la température annuelle moyenne est de 10,2 °C, avec une amplitude thermique annuelle de 17,3 °C. Le cumul annuel moyen de précipitations est de 895 mm, avec 9,6 jours de précipitations en janvier et 9,7 jours en juillet. Pour la période 1991-2020, la température moyenne annuelle observée sur la station météorologique de Météo-France la plus proche, « Trois-Épis_sapc », sur la commune de Turckheim à 6 km à vol d'oiseau, est de 9,8 °C et le cumul annuel moyen de précipitations est de 804,5 mm. 
La température maximale relevée sur cette station est de 35,7 °C, atteinte le 7 août 2015 ; la température minimale est de −20 °C, atteinte le 13 janvier 1987,,. 
Les paramètres climatiques de la commune ont été estimés pour le milieu du siècle (2041-2070) selon différents scénarios d'émission de gaz à effet de serre à partir des nouvelles projections climatiques de référence DRIAS-2020. Ils sont consultables sur un site dédié publié par Météo-France en novembre 2022.

## Urbanisme

### Typologie
Au 1er janvier 2024, Husseren-les-Châteaux est catégorisée ceinture urbaine, selon la nouvelle grille communale de densité à sept niveaux définie par l'Insee en 2022.
Elle est située hors unité urbaine. Par ailleurs la commune fait partie de l'aire d'attraction de Colmar, dont elle est une commune de la couronne,. Cette aire, qui regroupe 95 communes, est catégorisée dans les aires de 50 000 à moins de 200 000 habitants,.

### Occupation des sols
L'occupation des sols de la commune, telle qu'elle ressort de la base de données européenne d’occupation biophysique des sols Corine Land Cover (CLC), est marquée par l'importance des forêts et milieux semi-naturels (47,1 % en 2018), une proportion identique à celle de 1990 (47,1 %). La répartition détaillée en 2018 est la suivante : 
forêts (47,1 %), zones urbanisées (28,2 %), cultures permanentes (24,7 %). L'évolution de l’occupation des sols de la commune et de ses infrastructures peut être observée sur les différentes représentations cartographiques du territoire : la carte de Cassini (XVIIIe siècle), la carte d'état-major (1820-1866) et les cartes ou photos aériennes de l'IGN pour la période actuelle (1950 à aujourd'hui).

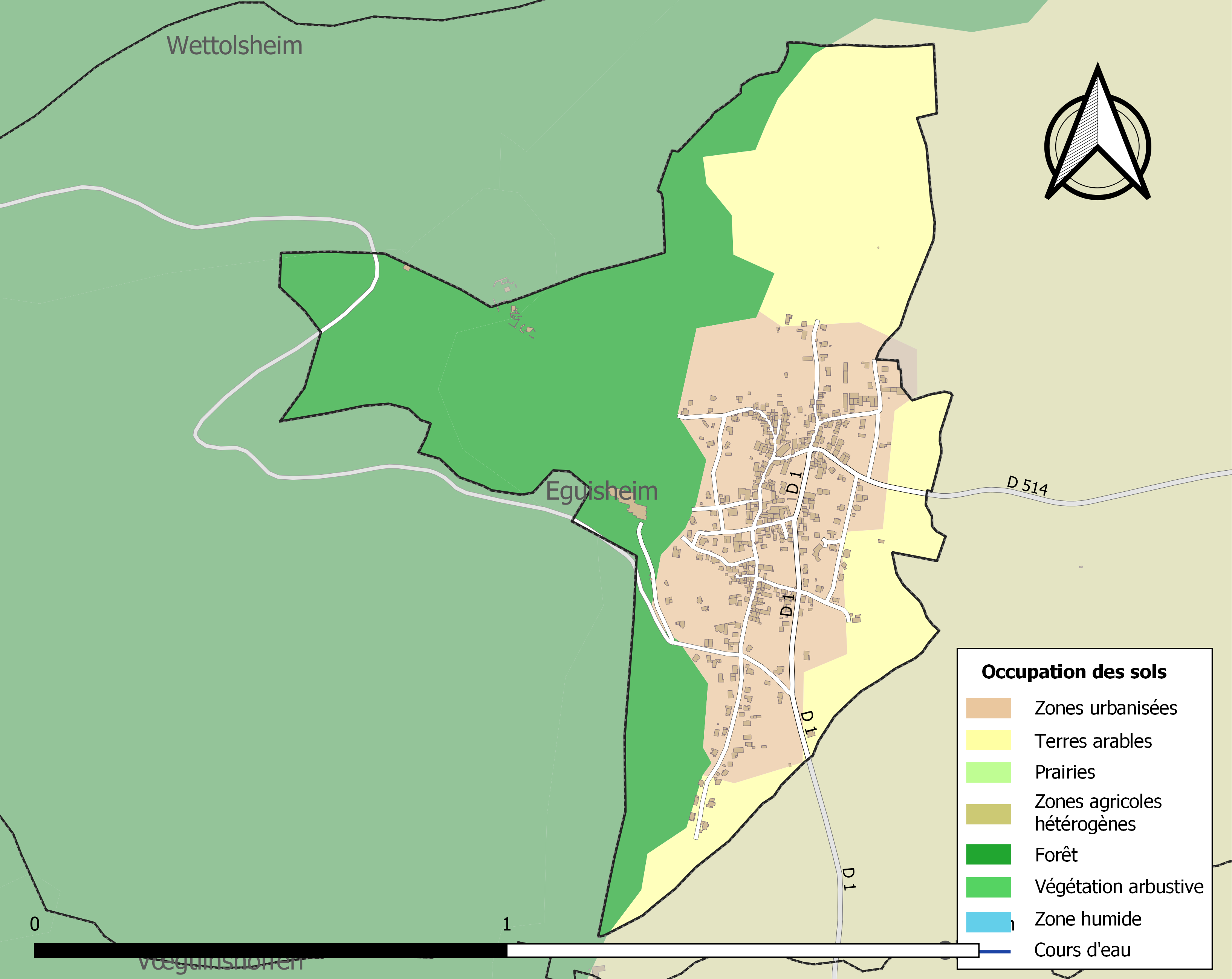
Carte des infrastructures et de l'occupation des sols de la commune en 2018 (CLC).

## Accès
On peut rejoindre la commune en prenant la route départementale 83 à la sortie ouest de Colmar. En venant de Mulhouse depuis l'autoroute A35, prendre la sortie no 28 en direction de Niederhergheim, Herrlisheim, Munster, Gérardmer. Suivre la D 1bis jusqu'à la RN 83, puis prendre la sortie Eguisheim, puis Husseren-les-Châteaux. En venant de Strasbourg, prendre l'A35 puis la RN 83. Prendre ensuite la sortie no 23 en direction de Colmar, Houssen, Munster. Suivre la RN 83 direction Belfort et prendre la sortie Eguisheim, puis Husseren-les-Châteaux.

### Toponymie
Exa ou Exsa serait le nom latin d'un grand domaine gallo-romain, il pourrait s'étendre en tout ou partie sur les communes d'Eguisheim et d'Husseren, culminant sur les hauteurs entre la vallée interne de la Fecht et le piémont alsacien surplombant la rivière Lauch. Son nom latin Exa lui viendrait de sa mise en retrait, de son caractère excentré, à la fois surélevé et particulier, par rapport aux voies de circulation commune. Une variante alsacienne Egse ou Agse s'applique encore aux trois châteaux, parfois traduite en allemand non sans ambiguïté  par « Die drei Hexe ». La localité Husseren proviendrait de l'évolution du toponyme gallo-romain Exaravino ou Exsaravino désignant un espace en pente ou ouvrant sur une pente d'une largeur supérieure à 180° et en conséquence sur un point de vue large. Un doublon gallo-romain aurait pu produire en roman Euxharain puis Huxherain. Pour expliquer la forme définitive, le toponyme est bel et bien adopté dans le monde alémanique à partir du VIIIe siècle ou IXe siècle pour laisser la simple forme alsacienne Husseren.
Dès la Renaissance, les savants latinistes et humanistes germanophones alsaciens ont remarqué que les trois premières lettre Hus était similaire à la forme alsacienne 's Hüs (sans l'article défini neutre 's), signifiant la maison, c'est-à-dire le mot neutre das Haus en allemand. Il était certain, selon eux, qu'ils avaient obtenu sans coup férir la racine du toponyme. Il est vrai qu'ils retrouvaient différentes formes assez fréquentes de la microtoponymie de l'ensemble souabe, bien avant que les Français occupent et nomment l'Alsace et influencent des formes par différents processus de francisation, souvent en cartographe militaire par simple adaptation phonétique, en « House » ou « Hause ».
Mais le pluriel alsacien de ce substantif est Hiiser, cela pourrait poser problème. Pour prouver à une lettre près, que ce toponyme correspond à un pluriel archaïque, les savants ont considéré le mot correspondant pluriel moyen haut-allemand  « Husen », c'est-à-dire en allemand moderne « Häuser », signifiant « maisons ». La traduction en allemand contemporain du toponyme alsacien, par exemple à l'époque du Reich allemand, respectant la forme initiale supposée en moyen-allemand, a été fort logiquement Häusern. Dans ce cas présent, outre le pluriel, le nom porte la désinence du datif, « -ern ». En moyen haut-allemand, ce marquage donne l'indication du lieu où se situe le sujet. C'est aussi une caractéristique assez courante pour les noms de hameau en Allemagne.
 Enfin, la graphie actuelle, où la voyelle du radical est pointue, transcrirait la prononciation alsacienne locale (plutôt que la prononciation arrondie propre à l'allemand).
Finalement, à la suite de cette démarche savante, le nom du village actuel peut se traduire par l'expression « aux maisons » avec la marque du pluriel, par ailleurs curieux pour un spécialiste du monde rural qui s'attend à un qualificatif de ces habitations pourtant villageoises, que ce soient en zones romanes ou germaniques.
À noter que l'expression « les châteaux » qui est accolée au toponyme initial ne sert qu'à le distinguer, pour des raisons administratives et postales tardives, en français, de son homonyme du sud du Haut-Rhin, Husseren-Wesserling.

## Histoire

### Un village lié à l'histoire des trois châteaux
À l'origine, à l'emplacement où se dressent aujourd'hui les trois châteaux, pouvait exister une vigie romaine destinée à surveiller la contrée, éventuellement les invasions des Germains. Une ou plusieurs tours de garde auraient offert en effet une vue imprenable, cette avancée de monts et collines vers le piémont pouvant être considérée comme un point stratégique majeur.
Les comtes de Dabo-Eguisheim fondent là-haut un de leurs châteaux au XIIe siècle. Deux autres familles seigneuriales, l'une avec l'appui des Lorrains et l'autre les Hattstatt avec l'appui du roi de Germanie Hohenstauffen et de son landvogt, redessinent la configuration du lieu en y fondant également un château. Les trois châteaux ne sont plus aujourd'hui que des vestiges d'un glorieux passé médiéval.
Husseren-les-Châteaux est implantée au pied du massif du Staufen. Il n'est pas exclu que le village ancien ait pu être reconstruit en partie en pierre par les tailleurs de pierre et ouvriers employés à la construction des trois châteaux d'Eguisheim. Les premières tours en pierre massive sont (ré)édifiés peut-être entre les XIe et XIIe siècles, mais surtout les ensembles castraux naissent au XIIe siècle, l'art de bâtir est vraisemblablement dans la lignée de l'édification de l'abbaye de Marbach qui se trouve à proximité de la commune.
Husseren est mentionnée sous le nom in Hüsern en 1245, puis dans un document des archives de l'évêché de Bâle portant l'année 1247. Le village dépend essentiellement de la famille noble des Hattstatt. Il passe ensuite entre les mains de la famille des Schauenbourg.

### Un couvent de nonnes
Au XIIIe siècle, Husseren-les-Châteaux disposait d'un couvent de nonnes placé sous la règle de saint Augustin qui fut transféré en 1259 dans la vallée de Wehr en Forêt-Noire (in valle Werra), et plus tard à Bâle où il a existé jusqu'à l'époque de la Réforme.

### Héraldique
| Blason d'Husseren-les-Châteaux | Les armes d'Husseren-les-Châteaux se blasonnent ainsi : « Écartelé, au premier d'azur aux trois coupeaux sommés de trois tours d'or, au deuxième d'argent au cœur de gueules, au troisième d'argent à l'épée basse de gueules posée en barre, et au quatrième d'azur à la grappe de raisin d'or. » |

## Politique et administration

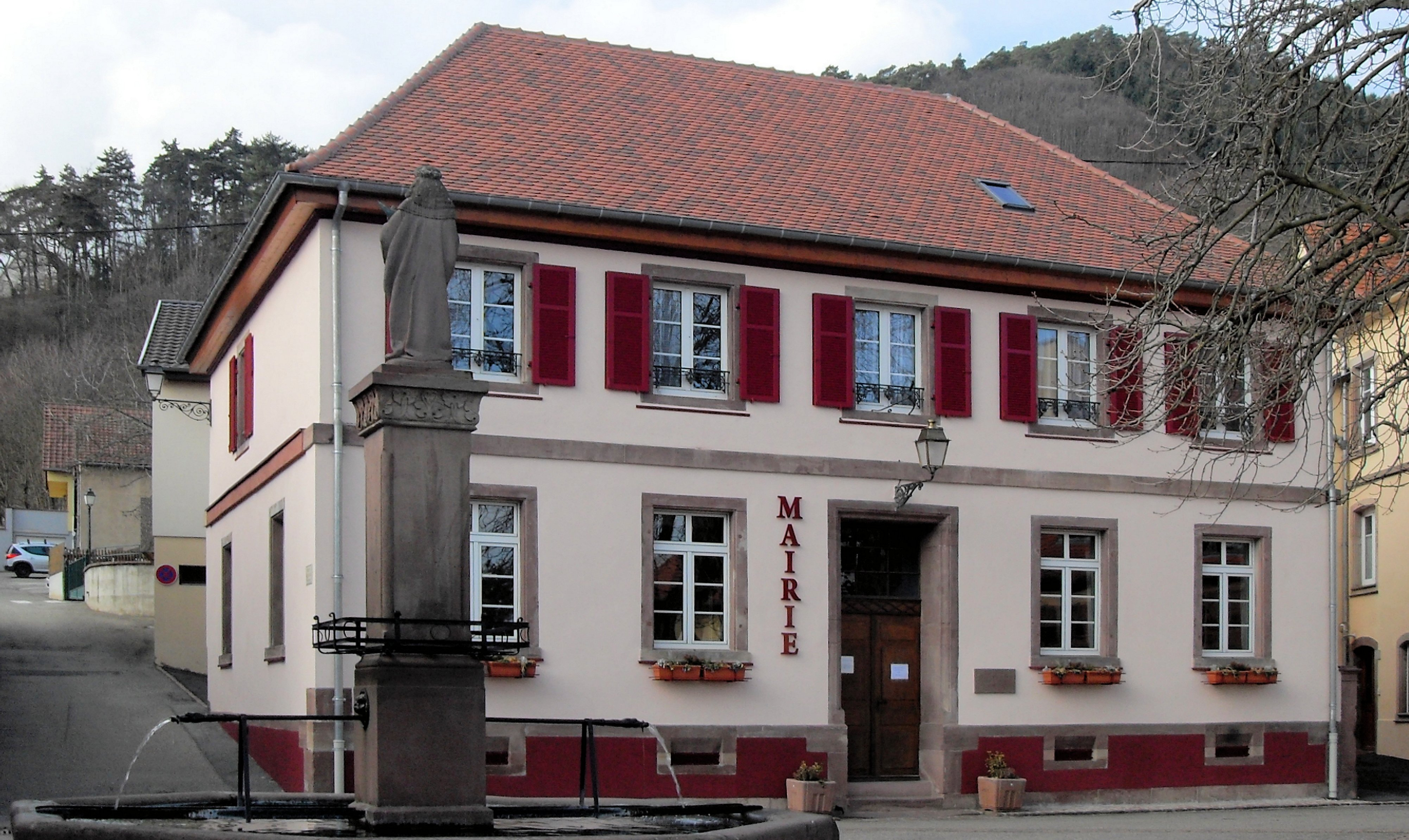
La mairie.

| Période                                  | Période                   | Identité                                      | Étiquette | Qualité     |
| ---------------------------------------- | ------------------------- | --------------------------------------------- | --------- | ----------- |
| mars 2001                                | En cours (au 31 mai 2020) | Édouard Leiber Réélu pour le mandat 2020-2026 |           | Viticulteur |
| Les données manquantes sont à compléter. |                           |                                               |           |             |

## Démographie
L'évolution du nombre d'habitants est connue à travers les recensements de la population effectués dans la commune depuis 1793. Pour les communes de moins de 10 000 habitants, une enquête de recensement portant sur toute la population est réalisée tous les cinq ans, les populations de référence des années intermédiaires étant quant à elles estimées par interpolation ou extrapolation. Pour la commune, le premier recensement exhaustif entrant dans le cadre du nouveau dispositif a été réalisé en 2006.

En 2022, la commune comptait 497 habitants, en évolution de −1,58 % par rapport à 2016 (Haut-Rhin : +0,66 %, France hors Mayotte : +2,11 %).
| 1793 | 1800 | 1806 | 1821 | 1831 | 1836 | 1841 | 1846 | 1851 |
| ---- | ---- | ---- | ---- | ---- | ---- | ---- | ---- | ---- |
| 320  | 569  | 544  | 610  | 759  | 728  | 679  | 642  | 651  |

| 1856 | 1861 | 1866 | 1871 | 1875 | 1880 | 1885 | 1890 | 1895 |
| ---- | ---- | ---- | ---- | ---- | ---- | ---- | ---- | ---- |
| 583  | 567  | 564  | 588  | 547  | 530  | 554  | 533  | 547  |

| 1900 | 1905 | 1910 | 1921 | 1926 | 1931 | 1936 | 1946 | 1954 |
| ---- | ---- | ---- | ---- | ---- | ---- | ---- | ---- | ---- |
| 545  | 485  | 436  | 395  | 356  | 358  | 364  | 356  | 368  |

| 1962 | 1968 | 1975 | 1982 | 1990 | 1999 | 2006 | 2011 | 2016 |
| ---- | ---- | ---- | ---- | ---- | ---- | ---- | ---- | ---- |
| 357  | 333  | 367  | 362  | 377  | 397  | 488  | 483  | 505  |

| 2021 | 2022 | - | - | - | - | - | - | - |
| ---- | ---- | - | - | - | - | - | - | - |
| 503  | 497  | - | - | - | - | - | - | - |

## Lieux et monuments

### Église Saint-Pancrace

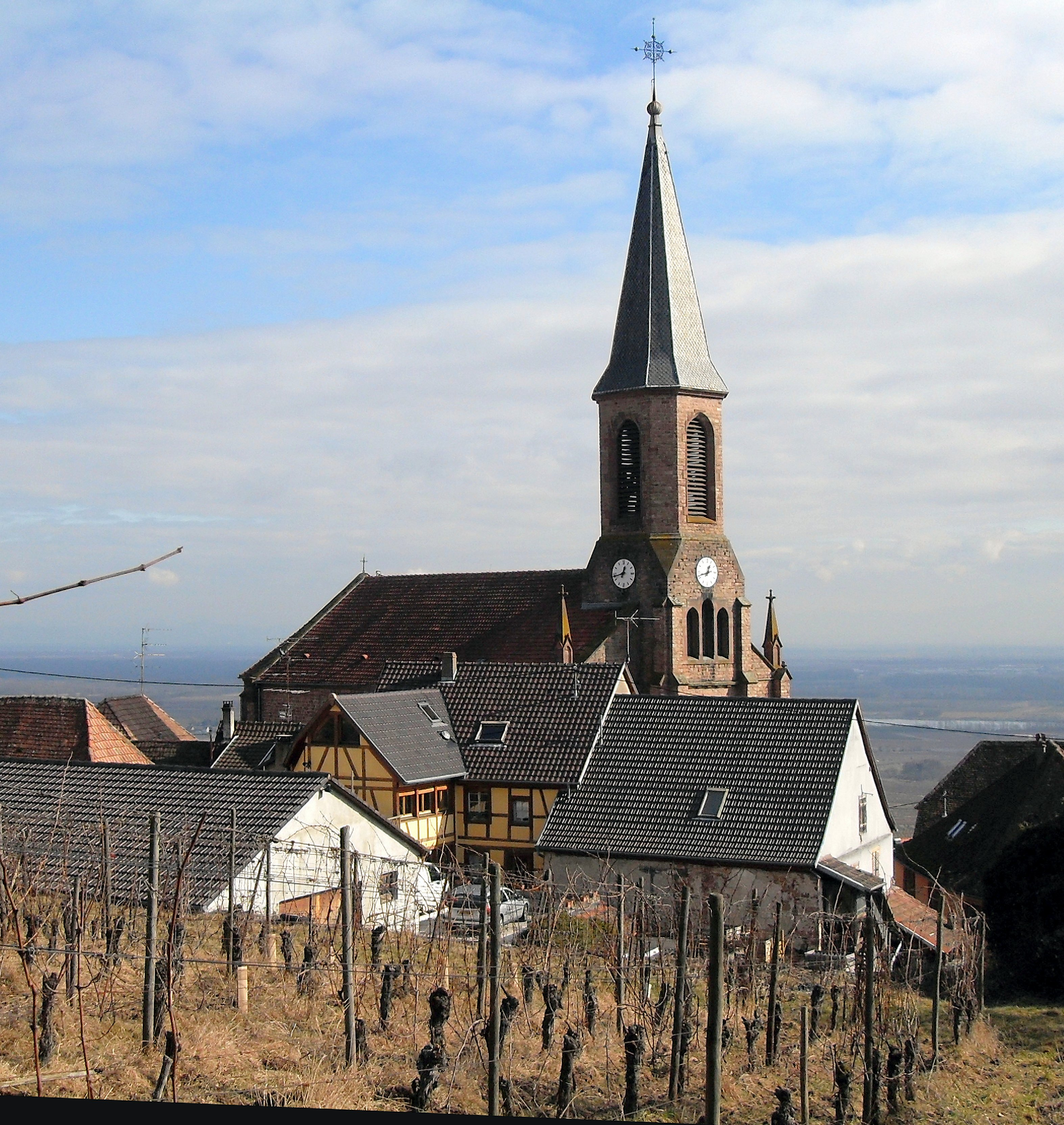
L'église Saint-Pancrace.

L'église paroissiale Saint-Pancrace a été édifiée à l'emplacement d'une ancienne église démolie en 1881. L'église actuelle construite en 1884 a été construite dans un style néo-gothique. Le chœur de l'église est voûté en forme d'ogive. La nef est flanquée de bas-côtés et une tour porche. Le portail central, orné de colonnes jumelées, porte la date de 1884. Un décor peint à motifs d'entrelacs et des vitraux rehaussent l'ornement intérieur.

### Fonts baptismaux

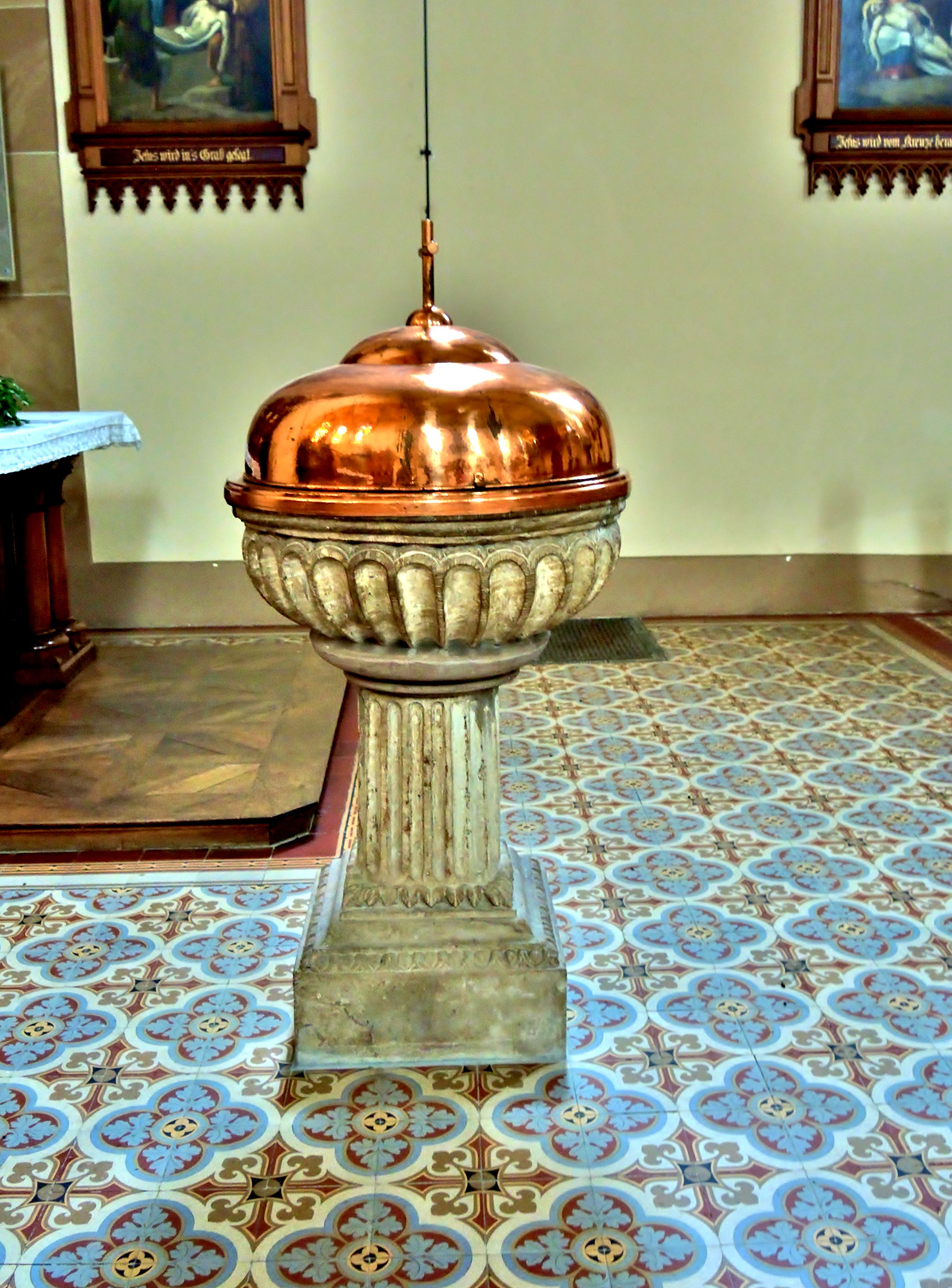
Fonts baptismaux de l'église Saint Pancrace

### Fontaine de 1845

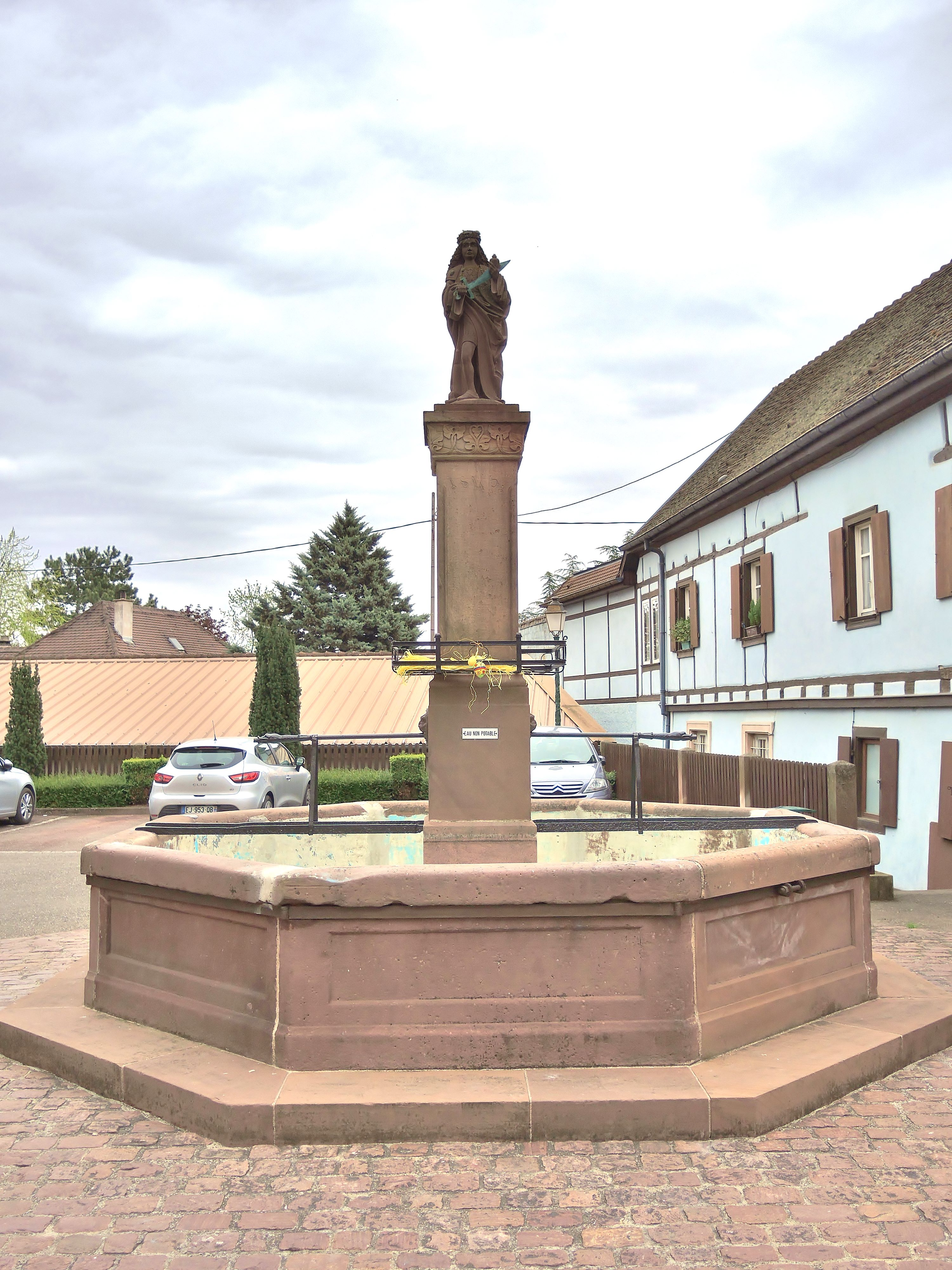
Fontaine Saint Pancrace

### Ancienne ferme vigneronne duXVIIIesiècle
Située 31, rue Principale, cette maison vigneronne construite en grès et en bois enduit de torchis remonte à la première moitié du XVIIIe siècle. Le bâtiment est recouvert d'une toiture en demi-croupe que l'on retrouve dans de nombreuses maisons anciennes du vignoble alsacien.

### Statue en bois polychrome desaint Pancrace

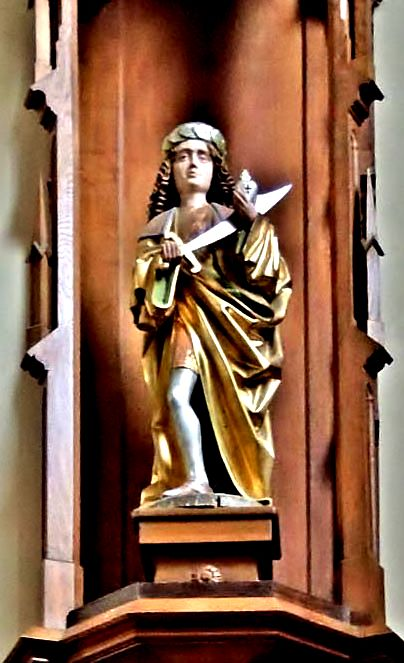
Saint Pancrace

Il s'agit d'un statue en bois polychrome, doré et argenté d'une hauteur de 1,10 mètre qui se trouve dans l'église. Saint Pancrace, né en Phrygie en 290, est mort en martyr à Rome pendant la persécution de Dioclétien en 304. Il a donné son nom à un titre cardinalice. Il est représenté tenant à la main un cœur et une épée. Restaurée et redorée, la statue provient de l'ancienne église. Elle se trouve désormais dans la niche supérieure de l'autel latéral droit de l'église actuelle..

### Les Trois châteaux

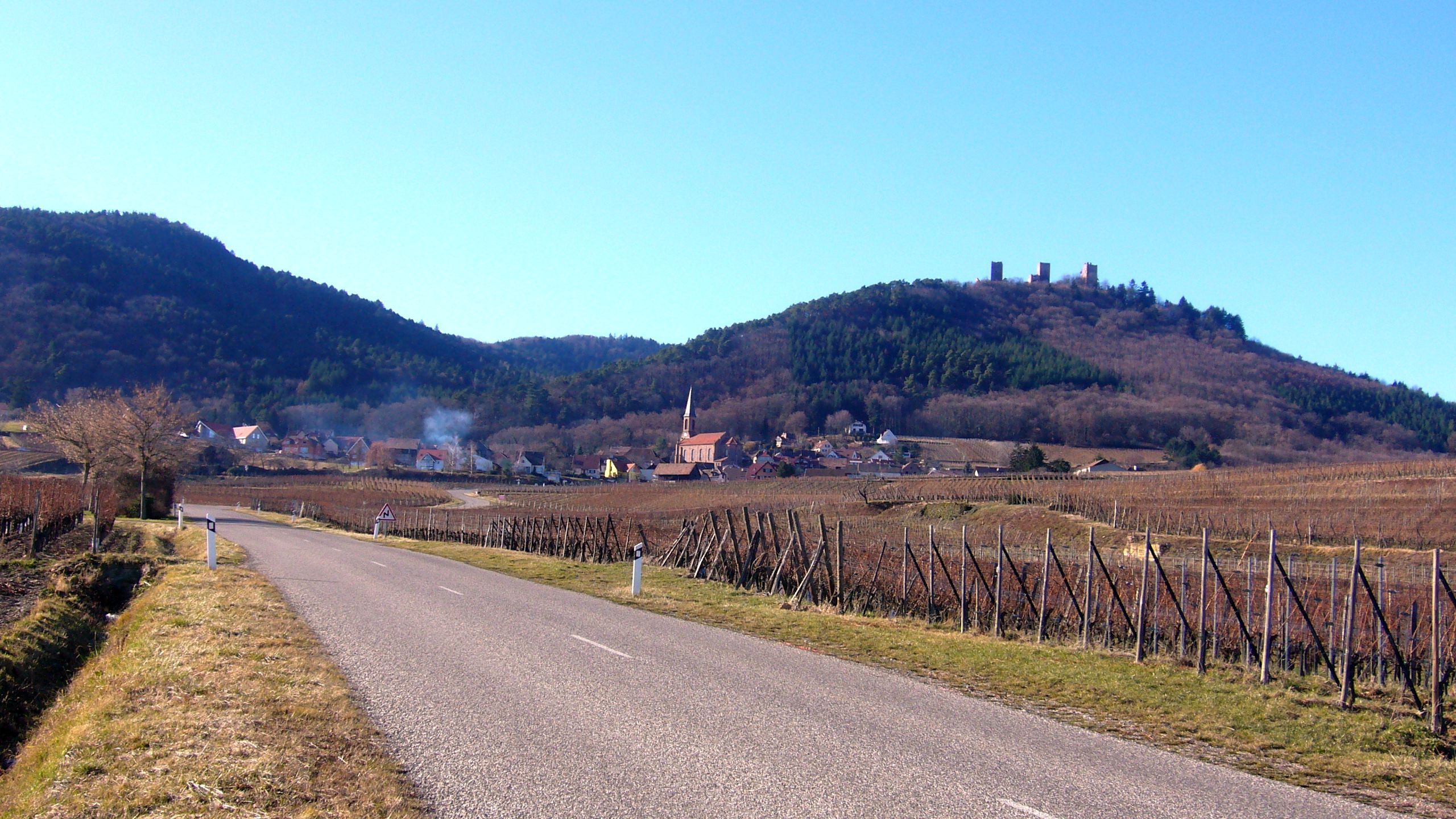
Le village de Husseren-les-Châteaux et au loin les Trois châteaux.

Les Trois châteaux sont situés sur des pitons rocheux. Ils sont composés de trois châteaux : le Wahlenbourg et le Weckmund, qui sont situés sur le banc d'Husseren-les-Châteaux, et le Dagsbourg, qui appartient à Eguisheim. Il existe un sentier permettant de se rendre aux châteaux depuis Husseren-les-Châteaux : ce sentier balisé par le Club Vosgien a une longueur de 3,2 km, soit entre 1 h et 1 h 30 min de marche derrière l'église.